# Koryta (Kostelec nad Orlicí)
Koryta (německy Mulden) jsou místní část města Kostelec nad Orlicí v okrese Rychnov nad Kněžnou v Královéhradeckém kraji. Vzdušnou čarou leží 3 km jižně od Kostelce nad Orlicí a asi 9 km jihozápadně od Rychnova nad Kněžnou. V roce 2001 zde žilo 80 obyvatel.

## Historie
První písemná zmínka o Korytech pochází z roku 1352.
Územněsprávně byla Koryta v letech 1869–1880 vedena jako osada obce Lhoty v okrese Rychnov nad Kněžnou, v letech 1890–1980 jako osada obce Kostelecké Lhoty v tomtéž okrese; jako část obce Kostelce nad Orlicí jsou Koryta vedena od 1. ledna 1981.
| Rok            | 1869 | 1880 | 1890 | 1900 | 1910 | 1921 | 1930 | 1950 | 1961 | 1970 | 1980 | 1991 | 2001 |
| -------------- | ---- | ---- | ---- | ---- | ---- | ---- | ---- | ---- | ---- | ---- | ---- | ---- | ---- |
| Počet obyvatel | 125  | 173  | 190  | 196  | 169  | 150  | 143  | 139  | 135  | 133  | 100  | 79   | 80   |

## Galerie

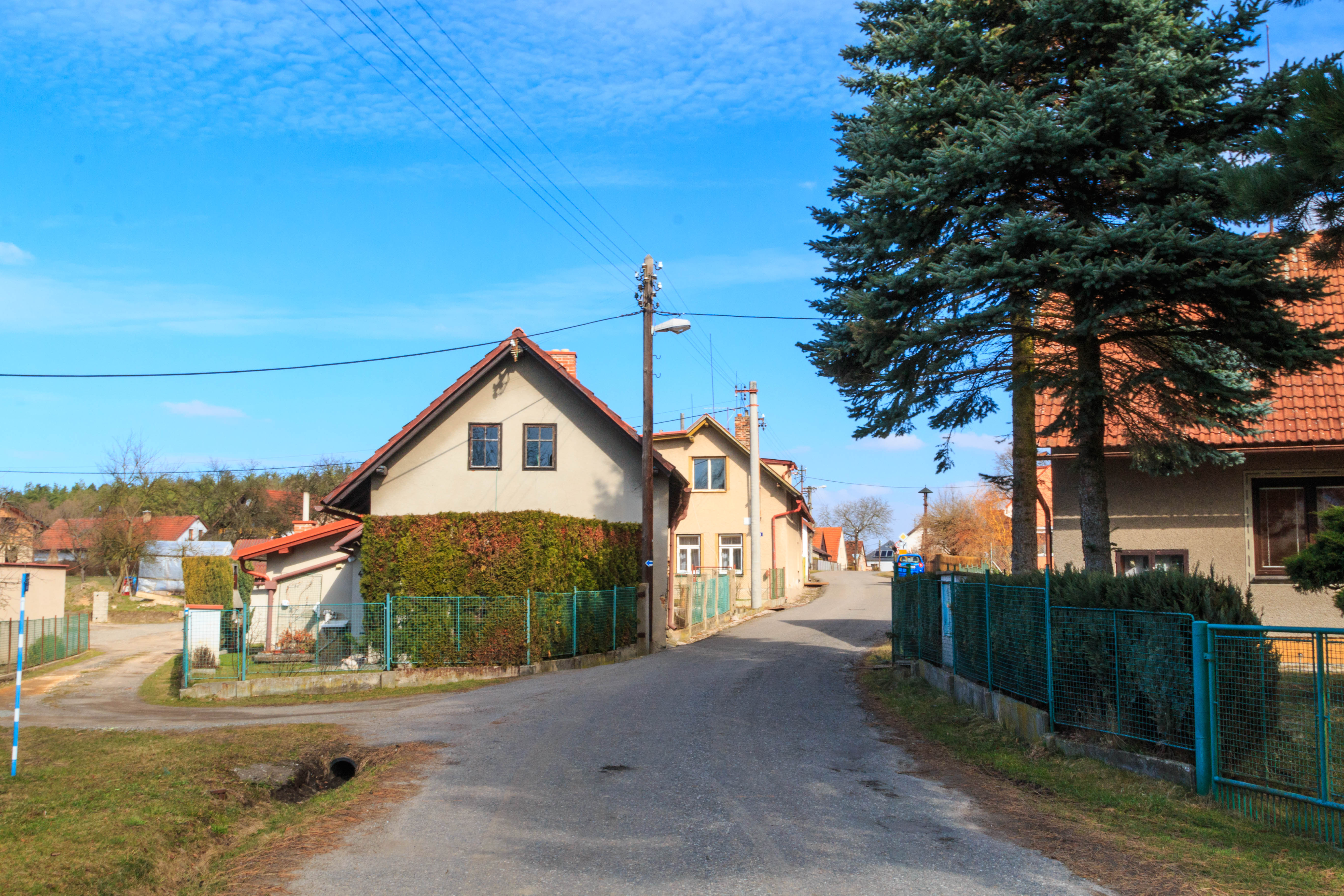
Koryta u Kostelce nad Orlicí - čp. 4
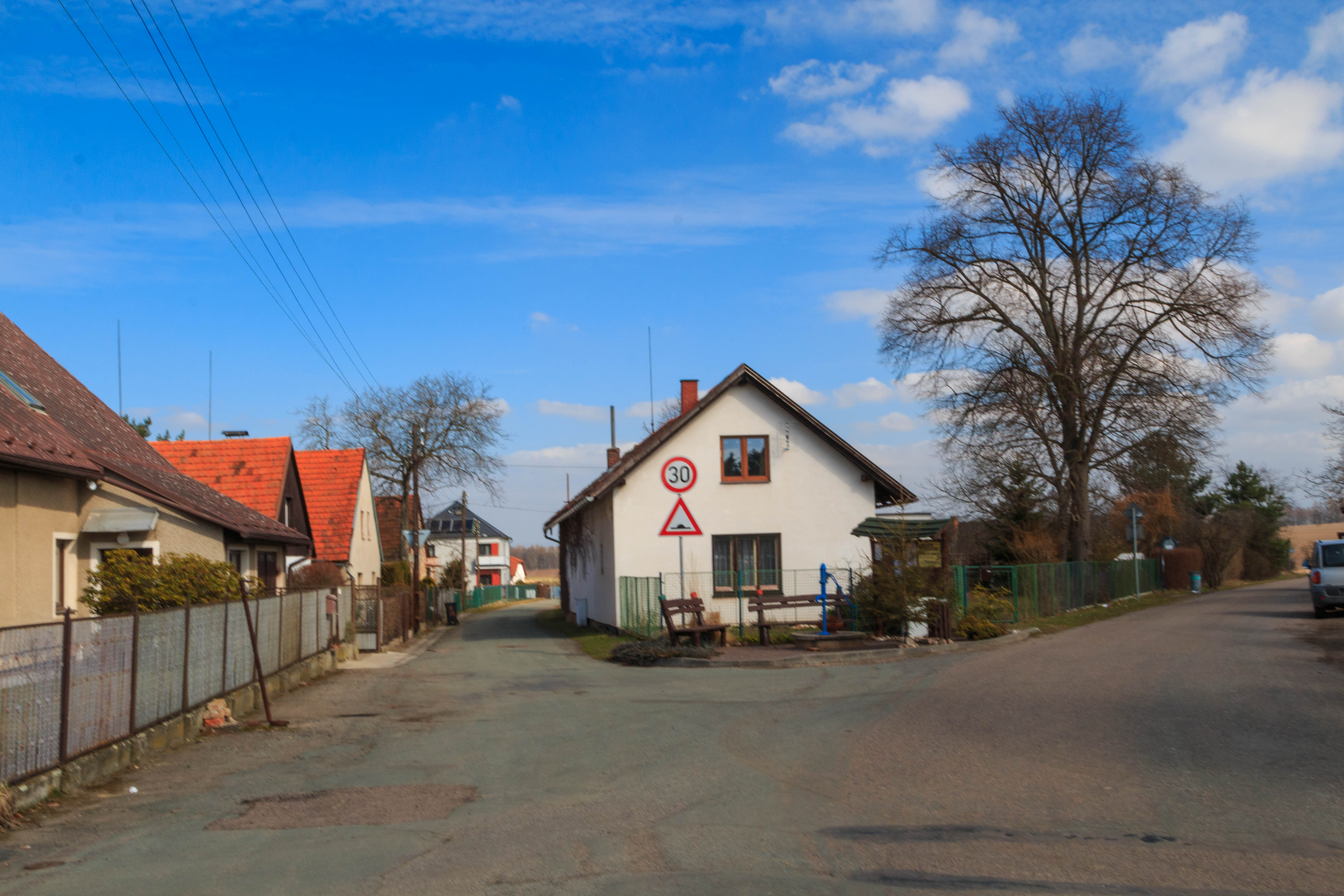
Koryta u Kostelce nad Orlicí - čp. 20
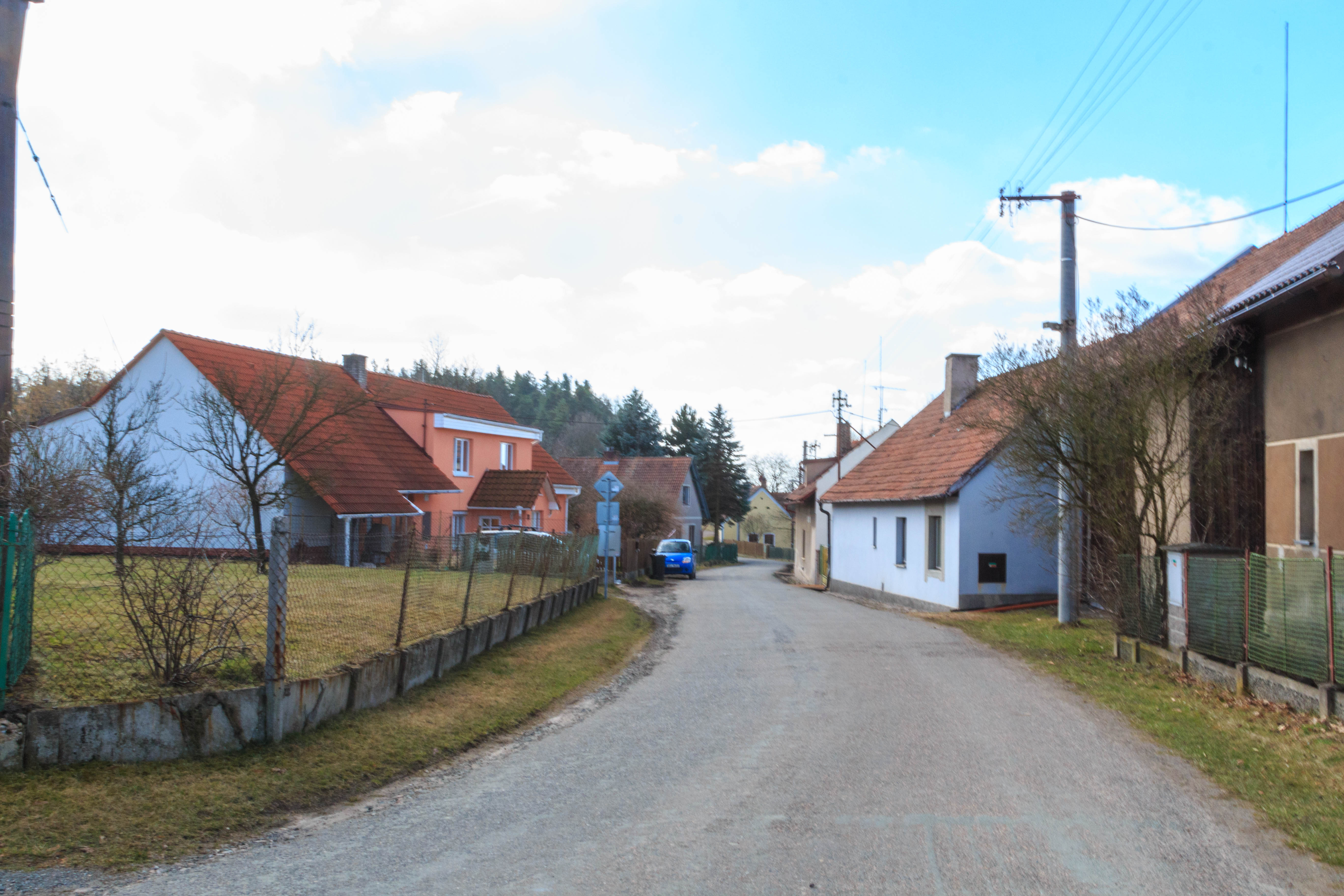
Koryta u Kostelce nad Orlicí - čp. 13
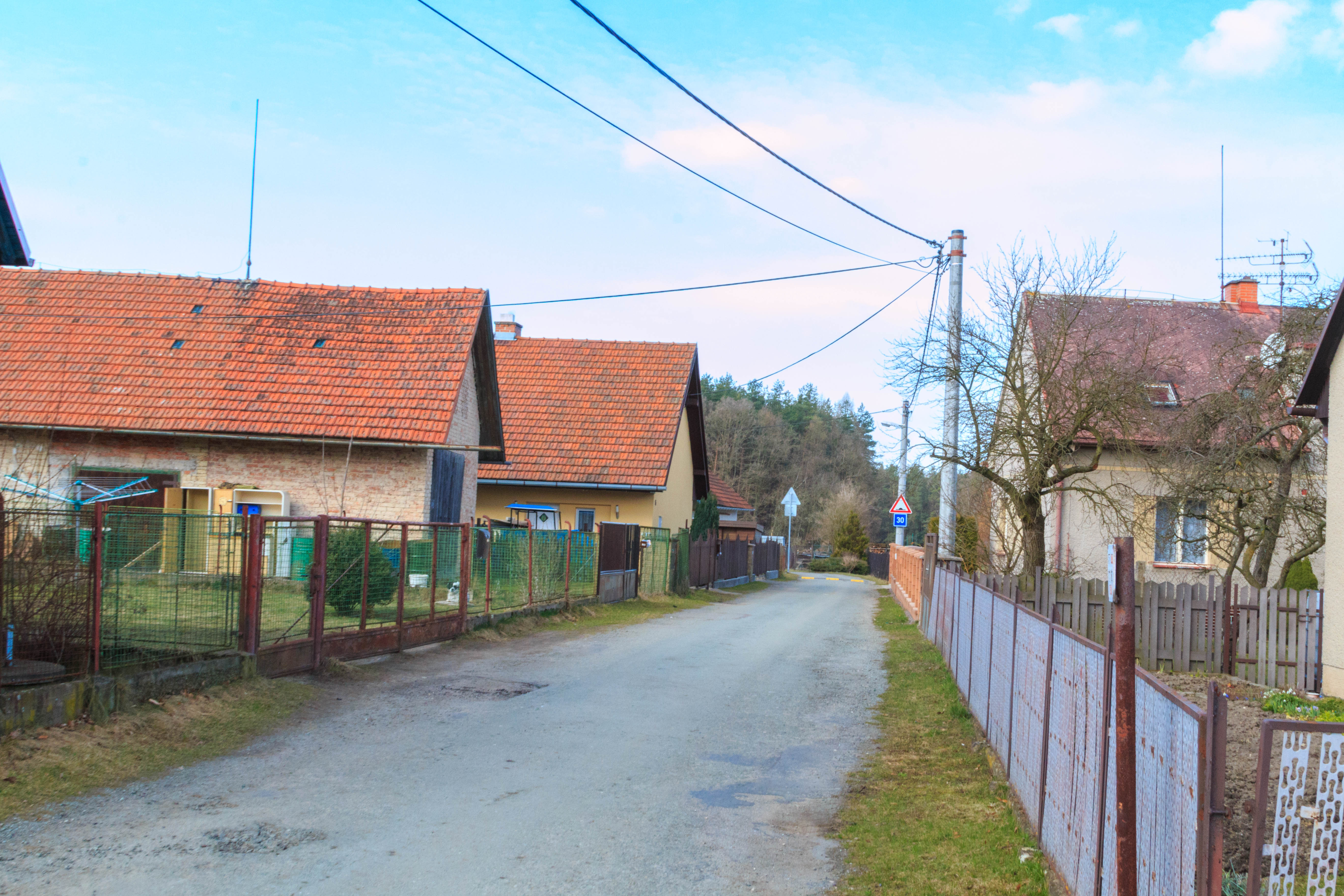
Koryta u Kostelce nad Orlicí - čp. 21
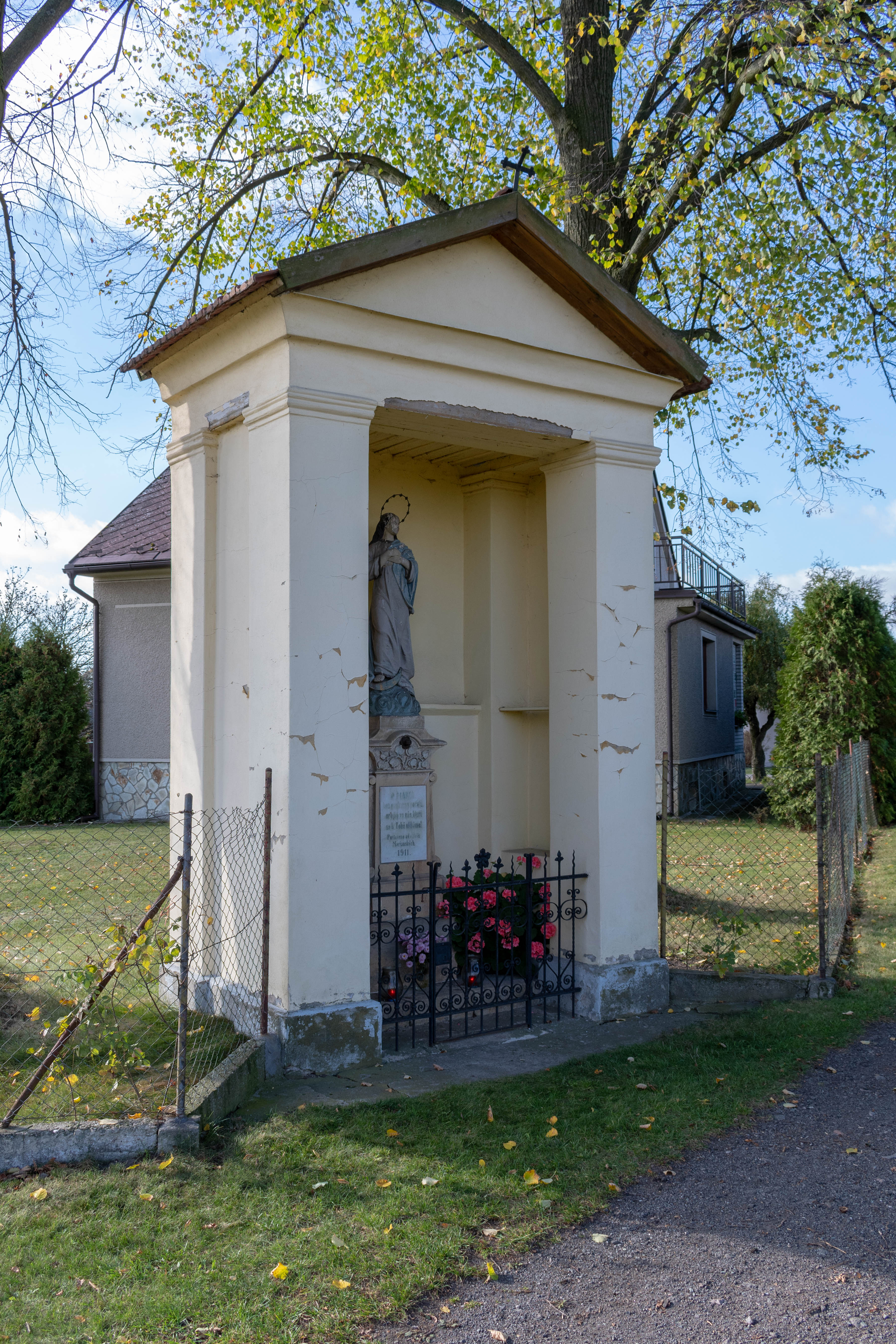
Kaplička panny Marie v korytech